# Eriosema longipedunculatum
Eriosema longipedunculatum är en ärtväxtart som först beskrevs av Achille Richard, och fick sitt nu gällande namn av John Gilbert Baker. Eriosema longipedunculatum ingår i släktet Eriosema och familjen ärtväxter. Inga underarter finns listade i Catalogue of Life.